# Alice Chops the Suey
Alice Chops the Suey é um curta-metragem de animação estadunidense de 1925, lançado como parte da série Alice Comedies.